# ザ・ビートルズ・ライヴ!! アット・ザ・BBC
『ザ・ビートルズ・ライヴ!! アット・ザ・BBC』（Live at the BBC）は、1994年11月30日に2枚組で発売のビートルズのアルバムである。イギリスBBCラジオ放送で1963年から1965年にかけて放送された演奏が収録されており、1977年の『ザ・ビートルズ・スーパー・ライヴ!』以来の未公開音源による公式アルバムとなっている。
2013年に本作のリニューアル盤が、『オン・エア〜ライヴ・アット・ザ・BBC Vol.2』と共に発売された。

## 解説
ビートルズは、1962年3月7日に録音された『Teenager's Turn – Here We Go』以降、1965年5月26日に録音された『The Beatles Invite You to Take a Ticket to Ride』までの52ものラジオ番組で演奏していた。
BBCは当時記録してあったテープのほとんどを既に破棄していたため、本アルバムに収録された音源には、海外放送向けにアナログ盤にコピーされていたものや、初回放送を民生用テープ・レコーダーで録音したもの、それを収めたGreat Dane Organizationによる海賊盤からのものも使用されており、音質のばらつきがみられる。
このアルバムに収録されている「ベイビー・イッツ・ユー」は、1995年3月20日にシングルとして発売された。このシングルのカップリングには、本作に未収録となったBBCでの演奏が3曲収録されている。
BBCで録音され、ビートルズとしてレコード発売されていなかった楽曲のうち、以下の6曲は未収録に終わった。ロイ・オービソンの"Dream Baby (How Long Must I Dream)"、これはビートルズが出演したごく初期のラジオ番組（1962年3月8日）であり、ピート・ベストがドラムを演奏している。ザ・コースターズによるアレンジの「ベサメ・ムーチョ」とジョー・ブラウンの"A Picture of You"（1962年6月15日）、これもベストがドラムを演奏している。リンゴ加入後は、スリム・ホイットマンの"Beautiful Dreamer"（1963年1月26日）、チャック・ベリーの「トーキング・アバウト・ユー」（1963年3月16日）がある。また、1963年7月16日にラジオで放送されたカール・パーキンスの「レンド・ミ・ユア・コーム」も収録されなかったが、後に『ザ・ビートルズ・アンソロジー1』（1995年）に収録された。リンゴ・スター加入後の3曲は後に『オン・エア〜ライヴ・アット・ザ・BBC Vol.2』に収録されたため、ベストが演奏した3曲のみが未収録のままとなっている。
オリジナルの1994年発売版の一部では「ソー・ハウ・カム」（"So How Come (No One Loves Me)"）がアルバムケースの裏面に"Top So How Come (No One Loves Me)"と印刷されるミスがあった。同時発売のアナログ盤も2枚組仕様で、レーベルにミスクレジットのある版がある。
1995年に一度廃盤となったが、2001年に再発売（日本盤は解説を新たに書き下ろした上で再発売された）。2013年には第2弾『オン・エア〜ライヴ・アット・ザ・BBC Vol.2』の発売に合わせてリマスターの上再び発売された。このリマスターでは会話トラックが追加収録されている。12月11日には本作と第2弾をコンパイルした完全盤『ライヴ・アット・ザ・BBC 〜ザ・コレクション』が発売された。

## 収録曲
※作者およびリード・ボーカルの欄に記載がないトラックは、会話を収めた音源となっている。

### 1994年盤
| #         | タイトル                                                                                              | 作詞・作曲                                                                           | リード・ボーカル                      | 時間  |
| --------- | --- | ------------------------------------------------------------------------------------ | ------------------------------------- | ----- |
| 1.        | 「ビートル・グリーティングス」(Beatle Greetings)                                                      |                                                                                      |                                       | 0:14  |
| 2.        | 「フロム・アス・トゥ・ユー」(From Us to You)                                                          | レノン＝マッカートニー                                                               | ジョン・レノン ポール・マッカートニー | 0:27  |
| 3.        | 「ライディング・オン・ア・バス」(Riding on a Bus)                                                     |                                                                                      |                                       | 0:54  |
| 4.        | 「アイ・ゴット・ア・ウーマン」(I Got a Woman)                                                         | レイ・チャールズ レナルド・リチャード                                                | ジョン・レノン                        | 2:48  |
| 5.        | 「トゥ・マッチ・モンキー・ビジネス」(Too Much Monkey Business)                                        | チャック・ベリー                                                                     | ジョン・レノン                        | 2:06  |
| 6.        | 「キープ・ユア・ハンズ・オフ・マイ・ベイビー」(Keep Your Hands off My Baby)                           | ジェリー・ゴフィン キャロル・キング                                                  | ジョン・レノン                        | 2:30  |
| 7.        | 「アイル・ビー・オン・マイ・ウェイ」(I'll Be on My Way)                                               | レノン＝マッカートニー                                                               | ジョン・レノン ポール・マッカートニー | 1:58  |
| 8.        | 「ヤング・ブラッド」(Young Blood)                                                                     | ジェリー・リーバーとマイク・ストーラー ドク・ポーマス                                | ジョージ・ハリスン                    | 1:57  |
| 9.        | 「ア・ショット・オブ・リズム・アンド・ブルーズ」(A Shot of Rhythm and Blues)                          | テリー・トンプソン                                                                   | ジョン・レノン                        | 2:15  |
| 10.       | 「シュアー・トゥ・フォール」(Sure to Fall (In Love With You))                                         | カール・パーキンス クイントン・クラウンチ （ 英語版 ） ビル・カントレル              | ポール・マッカートニー ジョン・レノン | 2:08  |
| 11.       | 「サム・アザー・ガイ」(Some Other Guy)                                                                | ジェリー・リーバーとマイク・ストーラー リッチー・バレット （ 英語版 ）               | ジョン・レノン ポール・マッカートニー | 2:01  |
| 12.       | 「サンキュー・ガール」(Thank You Girl)                                                                | レノン＝マッカートニー                                                               | ジョン・レノン ポール・マッカートニー | 2:01  |
| 13.       | 「シャ・ラ・ラ・ラ・ラ!」(Sha la la la La!)                                                           |                                                                                      |                                       | 0:28  |
| 14.       | 「ベイビー・イッツ・ユー」(Baby It's You)                                                             | マック・デヴィッド （ 英語版 ） バーニー・ディクソン （ 英語版 ） バート・バカラック | ジョン・レノン                        | 2:44  |
| 15.       | 「ザッツ・オール・ライト」(That's All Right (Mama))                                                   | アーサー・クルーダップ                                                               | ポール・マッカートニー                | 2:54  |
| 16.       | 「キャロル」(Carol)                                                                                   | チャック・ベリー                                                                     | ジョン・レノン                        | 2:35  |
| 17.       | 「ソルジャー・オブ・ラヴ」(Soldier of Love (Lay Down Your Arms))                                      | バズ・ケーソン （ 英語版 ） トニー・ムーン                                           | ジョン・レノン                        | 2:00  |
| 18.       | 「ア・リトル・ライム」(A Little Rhyme)                                                                |                                                                                      |                                       | 0:26  |
| 19.       | 「クララベラ」(Clarabella)                                                                            | フランク・ピンタトール                                                               | ポール・マッカートニー                | 2:39  |
| 20.       | 「アイム・ゴナ・シット・ライト・ダウン・アンド・クライ」(I'm Gonna Sit Right Down and Cry (Over You)) | ジョー・トーマス ハワード・ビグス                                                    | ジョン・レノン ポール・マッカートニー | 2:01  |
| 21.       | 「クライング、ウェイティング、ホーピング」(Crying, Waiting, Hoping)                                   | バディ・ホリー                                                                       | ジョージ・ハリスン                    | 2:09  |
| 22.       | 「ディア・ワック!」(Dear Wack!)                                                                       |                                                                                      |                                       | 0:42  |
| 23.       | 「ユー・リアリー・ゴッタ・ホールド・オン・ミー」(You Really Got a Hold on Me)                         | スモーキー・ロビンソン                                                               | ジョン・レノン ジョージ・ハリスン     | 2:37  |
| 24.       | 「トゥ・ノウ・ハー・イズ・トゥ・ラヴ・ハー」(To Know Her Is to Love Her)                              | フィル・スペクター                                                                   | ジョン・レノン                        | 2:49  |
| 25.       | 「蜜の味」(A Taste of Honey)                                                                          | ボビー・スコット （ 英語版 ） リック・マーロー （ 英語版 ）                          | ポール・マッカートニー                | 1:57  |
| 26.       | 「ロング・トール・サリー」(Long Tall Sally)                                                           | エノトリス・ジョンソン ロバート・ブラックウェル リチャード・ペニーマン               | ポール・マッカートニー                | 1:53  |
| 27.       | 「アイ・ソー・ハー・スタンディング・ゼア」(I Saw Her Standing There)                                  | レノン＝マッカートニー                                                               | ポール・マッカートニー                | 2:32  |
| 28.       | 「ザ・ハネムーン・ソング」(The Honeymoon Song)                                                        | ミキス・テオドラキス ウィリアム・サンソム                                            | ポール・マッカートニー                | 1:39  |
| 29.       | 「ジョニー・B.グッド」(Johnny B. Goode)                                                               | チャック・ベリー                                                                     | ジョン・レノン                        | 2:51  |
| 30.       | 「メンフィス、テネシー」(Memphis, Tennessee)                                                          | チャック・ベリー                                                                     | ジョン・レノン                        | 2:13  |
| 31.       | 「ルシール」(Lucille)                                                                                 | アルバート・コリンズ リチャード・ペニーマン                                          | ポール・マッカートニー                | 1:49  |
| 32.       | 「キャント・バイ・ミー・ラヴ」(Can't Buy Me Love)                                                     | レノン＝マッカートニー                                                               | ポール・マッカートニー                | 2:06  |
| 33.       | 「フロム・フラフ・トゥ・ユー」(From Fluff to You)                                                     |                                                                                      |                                       | 0:28  |
| 34.       | 「ティル・ゼア・ウォズ・ユー」(Till There Was You)                                                    | メレディス・ウィルソン                                                               | ポール・マッカートニー                | 2:13  |
| 合計時間: | 合計時間:                                                                                             | 合計時間:                                                                            | 合計時間:                             | 65:04 |

| #         | タイトル                                                                                 | 作詞・作曲                                                                                              | リード・ボーカル                                        | 時間  |
| --------- | ---------------------------------------------------------------------------------------- | --- | ------------------------------------------------------- | ----- |
| 1.        | 「クリンスク・ディー・ナイト」(Crinsk Dee Night)                                         | |                                                         | 1:05  |
| 2.        | 「ア・ハード・デイズ・ナイト」(A Hard Day's Night)                                       | レノン＝マッカートニー                                                                                  | ジョン・レノン（主部） ポール・マッカートニー（中間部） | 2:24  |
| 3.        | 「バナナをおたべ!」(Have a Banana!)                                                      | |                                                         | 0:22  |
| 4.        | 「彼氏になりたい」(I Wanna Be Your Man)                                                  | レノン＝マッカートニー                                                                                  | リンゴ・スター                                          | 2:09  |
| 5.        | 「ジャスト・ア・ルーマー」(Just a Rumor)                                                 | |                                                         | 0:20  |
| 6.        | 「ロール・オーバー・ベートーヴェン」(Roll Over Beethoven)                                | チャック・ベリー                                                                                        | ジョージ・ハリスン                                      | 2:16  |
| 7.        | 「オール・マイ・ラヴィング」(All My Loving)                                              | レノン＝マッカートニー                                                                                  | ポール・マッカートニー                                  | 2:04  |
| 8.        | 「今日の誓い」(Things We Said Today)                                                     | レノン＝マッカートニー                                                                                  | ポール・マッカートニー                                  | 2:18  |
| 9.        | 「シーズ・ア・ウーマン」(She's a Woman)                                                  | レノン＝マッカートニー                                                                                  | ポール・マッカートニー                                  | 3:15  |
| 10.       | 「スウィート・リトル・シックスティーン」(Sweet Little Sixteen)                           | チャック・ベリー                                                                                        | ジョン・レノン                                          | 2:21  |
| 11.       | 「1822!」(1822!)                                                                         | |                                                         | 0:10  |
| 12.       | 「ロンサム・ティアーズ・イン・マイ・アイズ」(Lonesome Tears in My Eyes)                  | ジョニー・バーネット ドーシー・バーネット （ 英語版 ） ポール・バリソン アル・モーティマー （ 英語版 ） | ジョン・レノン                                          | 2:36  |
| 13.       | 「ナッシン・シェイキン」(Nothin' Shakin')                                                | エディ・フォンテイン （ 英語版 ） シリノ・コラクライ ダイアン・ランパート ジョン・グラック・ジュニア    | ジョージ・ハリスン                                      | 2:59  |
| 14.       | 「ザ・ヒッピー・ヒッピー・シェイク」(The Hippy Hippy Shake)                              | チャン・ロメオ                                                                                          | ポール・マッカートニー                                  | 1:49  |
| 15.       | 「グラッド・オール・オーヴァー」(Glad All Over)                                          | アーロン・シェロダー （ 英語版 ） シッド・テッパー （ 英語版 ） ロイ・ベネット                          | ジョージ・ハリスン                                      | 1:52  |
| 16.       | 「アイ・ジャスト・ドント・アンダースタンド」(I Just Don't Understand)                    | マリジョン・ウィルキン （ 英語版 ） ケント・ウェストベリー                                              | ジョン・レノン                                          | 2:47  |
| 17.       | 「ソー・ハウ・カム」(So How Come (No One Loves Me))                                      | ブライアント夫妻                                                                                        | ジョージ・ハリスン ジョン・レノン                       | 1:54  |
| 18.       | 「アイ・フィール・ファイン」(I Feel Fine)                                                | レノン＝マッカートニー                                                                                  | ジョン・レノン                                          | 2:13  |
| 19.       | 「アイム・ア・ルーザー」(I'm a Loser)                                                    | レノン＝マッカートニー                                                                                  | ジョン・レノン                                          | 2:33  |
| 20.       | 「みんないい娘」(Everybody's Trying to Be My Baby)                                       | カール・パーキンス                                                                                      | ジョージ・ハリスン                                      | 2:21  |
| 21.       | 「ロック・アンド・ロール・ミュージック」(Rock and Roll Music)                            | チャック・ベリー                                                                                        | ジョン・レノン                                          | 2:01  |
| 22.       | 「涙の乗車券」(Ticket to Ride)                                                           | レノン＝マッカートニー                                                                                  | ジョン・レノン                                          | 2:56  |
| 23.       | 「ディジー・ミス・リジー」(Dizzy Miss Lizzy)                                             | ラリー・ウィリアムズ                                                                                    | ジョン・レノン                                          | 2:42  |
| 24.       | 「カンサス・シティ／ヘイ・ヘイ・ヘイ・ヘイ!」(Kansas City / Hey-Hey-Hey-Hey!)            | ジェリー・リーバーとマイク・ストーラー/リチャード・ペニーマン                                           | ポール・マッカートニー                                  | 2:37  |
| 25.       | 「セット・ファイアー・トゥ・ザット・ロット!」(Set Fire to That Lot!)                     | |                                                         | 0:28  |
| 26.       | 「マッチボックス」(Matchbox)                                                             | カール・パーキンス                                                                                      | リンゴ・スター                                          | 1:57  |
| 27.       | 「アイ・フォガット・トゥ・リメンバー・トゥ・フォゲット」(I Forgot to Remember to Forget) | スタン・ケスラー （ 英語版 ） チャーリー・フェザーズ （ 英語版 ）                                       | ジョージ・ハリスン                                      | 2:09  |
| 28.       | 「グーン・ショウ 大好き!」(Love These Goon Shows!)                                       | |                                                         | 0:27  |
| 29.       | 「アイ・ゴット・トゥ・ファインド・マイ・ベイビー」(I Got to Find My Baby)                | チャック・ベリー                                                                                        | ジョン・レノン                                          | 1:56  |
| 30.       | 「ウー!マイ・ソウル」(Ooh! My Soul)                                                      | リチャード・ペニーマン                                                                                  | ポール・マッカートニー                                  | 1:37  |
| 31.       | 「ウー!マイ・アームズ」(Ooh! My Arms)                                                    | |                                                         | 0:36  |
| 32.       | 「ドント・エヴァー・チェンジ」(Don't Ever Change)                                        | ジェリー・ゴフィン キャロル・キング                                                                     | ジョージ・ハリスン ポール・マッカートニー               | 2:03  |
| 33.       | 「スロウ・ダウン」(Slow Down)                                                            | ラリー・ウィリアムズ                                                                                    | ジョン・レノン                                          | 2:36  |
| 34.       | 「ハニー・ドント」(Honey Don't)                                                          | カール・パーキンス                                                                                      | ジョン・レノン                                          | 2:11  |
| 35.       | 「ラヴ・ミー・ドゥ」(Love Me Do)                                                         | レノン＝マッカートニー                                                                                  | ポール・マッカートニー ジョン・レノン                   | 2:30  |
| 合計時間: | 合計時間:                                                                                | 合計時間:                                                                                               | 合計時間:                                               | 68:34 |

### 2013年盤
1994年盤と同一の音源の注釈は割愛。
| #         | タイトル                                                                                              | 作詞・作曲                                                             | リード・ボーカル                      | 時間  |
| --------- | --- | ---------------------------------------------------------------------- | ------------------------------------- | ----- |
| 1.        | 「ビートル・グリーティングス」(Beatle Greetings)                                                      |                                                                        |                                       | 0:14  |
| 2.        | 「フロム・アス・トゥ・ユー」(From Us to You)                                                          | レノン＝マッカートニー                                                 | ジョン・レノン ポール・マッカートニー | 0:30  |
| 3.        | 「ライディング・オン・ア・バス」(Riding on a Bus)                                                     |                                                                        |                                       | 0:55  |
| 4.        | 「アイ・ゴット・ア・ウーマン」(I Got a Woman)                                                         | レイ・チャールズ レナルド・リチャード                                  | ジョン・レノン                        | 2:48  |
| 5.        | 「トゥ・マッチ・モンキー・ビジネス」(Too Much Monkey Business)                                        | チャック・ベリー                                                       | ジョン・レノン                        | 2:08  |
| 6.        | 「キープ・ユア・ハンズ・オフ・マイ・ベイビー」(Keep Your Hands off My Baby)                           | ジェリー・ゴフィン キャロル・キング                                    | ジョン・レノン                        | 2:31  |
| 7.        | 「アイル・ビー・オン・マイ・ウェイ」(I'll Be on My Way)                                               | レノン＝マッカートニー                                                 | ジョン・レノン ポール・マッカートニー | 1:58  |
| 8.        | 「ヤング・ブラッド」(Young Blood)                                                                     | ジェリー・リーバーとマイク・ストーラー ドク・ポーマス                  | ジョージ・ハリスン                    | 1:56  |
| 9.        | 「ア・ショット・オブ・リズム・アンド・ブルーズ」(A Shot of Rhythm and Blues)                          | テリー・トンプソン                                                     | ジョン・レノン                        | 2:16  |
| 10.       | 「シュアー・トゥ・フォール」(Sure to Fall (In Love With You))                                         | カール・パーキンス クイントン・クラウンチ ビル・カントレル             | ポール・マッカートニー ジョン・レノン | 2:08  |
| 11.       | 「サム・アザー・ガイ」(Some Other Guy)                                                                | ジェリー・リーバーとマイク・ストーラー リッチー・バレット              | ジョン・レノン ポール・マッカートニー | 2:01  |
| 12.       | 「サンキュー・ガール」(Thank You Girl)                                                                | レノン＝マッカートニー                                                 | ジョン・レノン ポール・マッカートニー | 2:01  |
| 13.       | 「シャ・ラ・ラ・ラ・ラ!」(Sha la la la La!)                                                           |                                                                        |                                       | 0:28  |
| 14.       | 「ベイビー・イッツ・ユー」(Baby It's You)                                                             | マック・デヴィッド ルーサー・ディクソン バート・バカラック             | ジョン・レノン                        | 2:44  |
| 15.       | 「ザッツ・オール・ライト」(That's All Right (Mama))                                                   | アーサー・クルーダップ                                                 | ポール・マッカートニー                | 2:56  |
| 16.       | 「キャロル」(Carol)                                                                                   | チャック・ベリー                                                       | ジョン・レノン                        | 2:36  |
| 17.       | 「ホワット・イズ・イット、ジョージ?」(What Is It, George?)                                            |                                                                        |                                       | 0:31  |
| 18.       | 「ソルジャー・オブ・ラヴ」(Soldier of Love (Lay Down Your Arms))                                      | バズ・ケーソン トニー・ムーン                                          | ジョン・レノン                        | 1:59  |
| 19.       | 「ア・リトル・ライム」(A Little Rhyme)                                                                |                                                                        |                                       | 0:26  |
| 20.       | 「クララベラ」(Clarabella)                                                                            | フランク・ピンタトール                                                 | ポール・マッカートニー                | 2:40  |
| 21.       | 「アイム・ゴナ・シット・ライト・ダウン・アンド・クライ」(I'm Gonna Sit Right Down and Cry (Over You)) | ジョー・トーマス ハワード・ビグス                                      | ジョン・レノン ポール・マッカートニー | 2:02  |
| 22.       | 「クライング、ウェイティング、ホーピング」(Crying, Waiting, Hoping)                                   | バディ・ホリー                                                         | ジョージ・ハリスン                    | 2:11  |
| 23.       | 「ディア・ワック!」(Dear Wack!)                                                                       |                                                                        |                                       | 0:43  |
| 24.       | 「ユー・リアリー・ゴッタ・ホールド・オン・ミー」(You Really Got a Hold on Me)                         | スモーキー・ロビンソン                                                 | ジョン・レノン ジョージ・ハリスン     | 2:38  |
| 25.       | 「トゥ・ノウ・ハー・イズ・トゥ・ラヴ・ハー」(To Know Her Is to Love Her)                              | フィル・スペクター                                                     | ジョン・レノン                        | 2:51  |
| 26.       | 「蜜の味」(A Taste of Honey)                                                                          | ボビー・スコット リック・マーロー                                      | ポール・マッカートニー                | 1:59  |
| 27.       | 「ロング・トール・サリー」(Long Tall Sally)                                                           | エノトリス・ジョンソン ロバート・ブラックウェル リチャード・ペニーマン | ポール・マッカートニー                | 1:54  |
| 28.       | 「アイ・ソー・ハー・スタンディング・ゼア」(I Saw Her Standing There)                                  | レノン＝マッカートニー                                                 | ポール・マッカートニー                | 2:35  |
| 29.       | 「ザ・ハネムーン・ソング」(The Honeymoon Song)                                                        | ミキス・テオドラキス ウィリアム・サンソム                              | ポール・マッカートニー                | 1:40  |
| 30.       | 「ジョニー・B.グッド」(Johnny B. Goode)                                                               | チャック・ベリー                                                       | ジョン・レノン                        | 2:51  |
| 31.       | 「メンフィス、テネシー」(Memphis, Tennessee)                                                          | チャック・ベリー                                                       | ジョン・レノン                        | 2:16  |
| 32.       | 「ルシール」(Lucille)                                                                                 | アルバート・コリンズ リチャード・ペニーマン                            | ポール・マッカートニー                | 1:50  |
| 33.       | 「キャント・バイ・ミー・ラヴ」(Can't Buy Me Love)                                                     | レノン＝マッカートニー                                                 | ポール・マッカートニー                | 2:06  |
| 34.       | 「フロム・フラフ・トゥ・ユー」(From Fluff to You)                                                     |                                                                        |                                       | 0:28  |
| 35.       | 「ティル・ゼア・ウォズ・ユー」(Till There Was You)                                                    | メレディス・ウィルソン                                                 | ポール・マッカートニー                | 2:13  |
| 合計時間: | 合計時間:                                                                                             | 合計時間:                                                              | 合計時間:                             | 66:03 |

| #         | タイトル                                                                                 | 作詞・作曲                                                                              | リード・ボーカル                                        | 時間  |
| --------- | ---------------------------------------------------------------------------------------- | --------------------------------------------------------------------------------------- | ------------------------------------------------------- | ----- |
| 1.        | 「クリンスク・ディー・ナイト」(Crinsk Dee Night)                                         |                                                                                         |                                                         | 1:05  |
| 2.        | 「ア・ハード・デイズ・ナイト」(A Hard Day's Night)                                       | レノン＝マッカートニー                                                                  | ジョン・レノン（主部） ポール・マッカートニー（中間部） | 2:24  |
| 3.        | 「リンゴ? イヤップ!」(Ringo? Yep!)                                                       |                                                                                         |                                                         | 0:14  |
| 4.        | 「彼氏になりたい」(I Wanna Be Your Man)                                                  | レノン＝マッカートニー                                                                  | リンゴ・スター                                          | 2:10  |
| 5.        | 「ジャスト・ア・ルーマー」(Just a Rumor)                                                 |                                                                                         |                                                         | 0:20  |
| 6.        | 「ロール・オーバー・ベートーヴェン」(Roll Over Beethoven)                                | チャック・ベリー                                                                        | ジョージ・ハリスン                                      | 2:17  |
| 7.        | 「オール・マイ・ラヴィング」(All My Loving)                                              | レノン＝マッカートニー                                                                  | ポール・マッカートニー                                  | 2:07  |
| 8.        | 「今日の誓い」(Things We Said Today)                                                     | レノン＝マッカートニー                                                                  | ポール・マッカートニー                                  | 2:18  |
| 9.        | 「シーズ・ア・ウーマン」(She's a Woman)                                                  | レノン＝マッカートニー                                                                  | ポール・マッカートニー                                  | 3:19  |
| 10.       | 「スウィート・リトル・シックスティーン」(Sweet Little Sixteen)                           | チャック・ベリー                                                                        | ジョン・レノン                                          | 2:21  |
| 11.       | 「1822!」(1822!)                                                                         |                                                                                         |                                                         | 0:10  |
| 12.       | 「ロンサム・ティアーズ・イン・マイ・アイズ」(Lonesome Tears in My Eyes)                  | ジョニー・バーネット ドーシー・バーネット ポール・バリソン アル・モーティマー           | ジョン・レノン                                          | 2:36  |
| 13.       | 「ナッシン・シェイキン」(Nothin' Shakin')                                                | エディ・フォンテイン シリノ・コラクライ ダイアン・ランパート ジョン・グラック・ジュニア | ジョージ・ハリスン                                      | 3:00  |
| 14.       | 「ザ・ヒッピー・ヒッピー・シェイク」(The Hippy Hippy Shake)                              | チャン・ロメオ                                                                          | ポール・マッカートニー                                  | 1:50  |
| 15.       | 「グラッド・オール・オーヴァー」(Glad All Over)                                          | アーロン・シェロダー シッド・テッパー ロイ・ベネット                                    | ジョージ・ハリスン                                      | 1:53  |
| 16.       | 「アイ・ジャスト・ドント・アンダースタンド」(I Just Don't Understand)                    | マリジョン・ウィルキン ケント・ウェストベリー                                           | ジョン・レノン                                          | 2:48  |
| 17.       | 「ソー・ハウ・カム」(So How Come (No One Loves Me))                                      | ブライアント夫妻                                                                        | ジョージ・ハリスン ジョン・レノン                       | 1:55  |
| 18.       | 「アイ・フィール・ファイン」(I Feel Fine)                                                | レノン＝マッカートニー                                                                  | ジョン・レノン                                          | 2:16  |
| 19.       | 「アイム・ア・ルーザー」(I'm a Loser)                                                    | レノン＝マッカートニー                                                                  | ジョン・レノン                                          | 2:33  |
| 20.       | 「みんないい娘」(Everybody's Trying to Be My Baby)                                       | カール・パーキンス                                                                      | ジョージ・ハリスン                                      | 2:23  |
| 21.       | 「ロック・アンド・ロール・ミュージック」(Rock and Roll Music)                            | チャック・ベリー                                                                        | ジョン・レノン                                          | 2:02  |
| 22.       | 「涙の乗車券」(Ticket to Ride)                                                           | レノン＝マッカートニー                                                                  | ジョン・レノン                                          | 2:59  |
| 23.       | 「ディジー・ミス・リジー」(Dizzy Miss Lizzy)                                             | ラリー・ウィリアムズ                                                                    | ジョン・レノン                                          | 2:44  |
| 24.       | 「カンサス・シティ／ヘイ・ヘイ・ヘイ・ヘイ!」(Kansas City / Hey-Hey-Hey-Hey!)            | ジェリー・リーバーとマイク・ストーラー/リチャード・ペニーマン                           | ポール・マッカートニー                                  | 2:39  |
| 25.       | 「セット・ファイアー・トゥ・ザット・ロット!」(Set Fire to That Lot!)                     |                                                                                         |                                                         | 0:28  |
| 26.       | 「マッチボックス」(Matchbox)                                                             | カール・パーキンス                                                                      | リンゴ・スター                                          | 1:58  |
| 27.       | 「アイ・フォガット・トゥ・リメンバー・トゥ・フォゲット」(I Forgot to Remember to Forget) | スタン・ケスラー チャーリー・フェザーズ                                                 | ジョージ・ハリスン                                      | 2:06  |
| 28.       | 「グーン・ショウ 大好き!」(Love These Goon Shows!)                                       |                                                                                         |                                                         | 0:28  |
| 29.       | 「アイ・ゴット・トゥ・ファインド・マイ・ベイビー」(I Got to Find My Baby)                | チャック・ベリー                                                                        | ジョン・レノン                                          | 1:58  |
| 30.       | 「ウー!マイ・ソウル」(Ooh! My Soul)                                                      | リチャード・ペニーマン                                                                  | ポール・マッカートニー                                  | 1:38  |
| 31.       | 「ウー!マイ・アームズ」(Ooh! My Arms)                                                    |                                                                                         |                                                         | 0:36  |
| 32.       | 「ドント・エヴァー・チェンジ」(Don't Ever Change)                                        | ジェリー・ゴフィン キャロル・キング                                                     | ジョージ・ハリスン ポール・マッカートニー               | 2:05  |
| 33.       | 「スロウ・ダウン」(Slow Down)                                                            | ラリー・ウィリアムズ                                                                    | ジョン・レノン                                          | 2:38  |
| 34.       | 「ハニー・ドント」(Honey Don't)                                                          | カール・パーキンス                                                                      | ジョン・レノン                                          | 2:13  |
| 35.       | 「ラヴ・ミー・ドゥ」(Love Me Do)                                                         | レノン＝マッカートニー                                                                  | ポール・マッカートニー ジョン・レノン                   | 2:29  |
| 36.       | 「フロム・アス・トゥ・ユー (クロージング)」(From Us to You (Closing))                    |                                                                                         |                                                         | 0:38  |
| 合計時間: | 合計時間:                                                                                | 合計時間:                                                                               | 合計時間:                                               | 69:38 |

## クレジット
- ジョン・レノン - ボーカル、リズムギター、リードギター、ハーモニカ、オルガン
- ポール・マッカートニー - ボーカル、ベース、エレクトリックピアノ
- ジョージ・ハリスン - リードギター、リズムギター、ボーカル
- リンゴ・スター - ドラム、ボーカル

## チャート成績

### 週間チャート
| チャート (1994年 - 1995年)            | 最高位 |
| ------------------------------------- | ------ |
| オーストラリア (ARIA)                 | 2      |
| オーストリア (Ö3 Austria)             | 4      |
| カナダ (RPM)                          | 1      |
| ドイツ (Offizielle Top 100)           | 6      |
| 日本 (オリコン週間アルバムランキング) | 9      |
| オランダ (MegaCharts)                 | 2      |
| ニュージーランド (RMNZ)               | 4      |
| スウェーデン (Sverigetopplistan)      | 4      |
| スイス (Schweizer Hitparade)          | 4      |
| UK アルバムズ (OCC)                   | 1      |
| US Billboard 200                      | 3      |

| チャート (2013年)                     | 最高位 |
| ------------------------------------- | ------ |
| オーストリア (Ö3 Austria)             | 34     |
| チェコ (ČNS IFPI)                     | 46     |
| デンマーク (Hitlisten)                | 35     |
| フランス (SNEP)                       | 92     |
| ドイツ (Offizielle Top 100)           | 54     |
| アイルランド (IRMA)                   | 57     |
| 日本 (オリコン週間アルバムランキング) | 11     |
| オランダ (MegaCharts)                 | 58     |
| スイス (Schweizer Hitparade)          | 41     |
| UK アルバムズ (OCC)                   | 57     |
| US Billboard 200                      | 34     |

### 年間チャート
| チャート (1994年)    | 順位 |
| -------------------- | ---- |
| Italian Albums Chart | 65   |

| チャート (1995年)         | 順位 |
| ------------------------- | ---- |
| オーストリア (Ö3 Austria) | 41   |
| 日本 (オリコン)           | 53   |
| US Billboard 200          | 46   |

### 認定
| 国/地域                                             | 認定        | 認定/売上数 |
| --------------------------------------------------- | ----------- | ----------- |
| オーストリア (IFPI Austria)                         | Gold        | 25,000*     |
| カナダ (Music Canada)                               | 8× Platinum | 800,000^    |
| フランス (SNEP)                                     | Platinum    | 312,700     |
| ドイツ (BVMI)                                       | Gold        | 250,000^    |
| アイルランド (IRMA)                                 | Gold        | 7,500^      |
| 日本 (RIAJ)                                         | Platinum    | 411,000     |
| オランダ (NVPI)                                     | Gold        | 50,000^     |
| スペイン (PROMUSICAE)                               | Platinum    | 100,000^    |
| スイス (IFPI Switzerland)                           | Gold        | 25,000^     |
| イギリス (BPI)                                      | 2× Platinum | 600,000^    |
| アメリカ合衆国 (RIAA)                               | 4× Platinum | 2,000,000^  |
| 概要                                                |             |             |
| ヨーロッパ (IFPI)                                   | Platinum    | 1,000,000*  |
| * 認定のみに基づく売上数 ^ 認定のみに基づく出荷枚数 |             |             |